# Hanane Qallouj
Hanane Qallouj, née le 1er février 1992, est une athlète marocaine.

## Carrière
Hanane Qallouj est médaillée d'argent par équipe junior aux Championnats d'Afrique de cross-country 2011 au Cap. 
En 2017, elle remporte la médaille de bronze du 10 000 mètres aux Championnats panarabes à Radès et la médaille d'argent sur la même distance aux Jeux de la Francophonie à Abidjan.
Elle est médaillée d'or sur 10 000 mètres aux Championnats panarabes d'athlétisme 2019 au Caire. Aux Championnats panarabes d'athlétisme 2021 à Radès, elle obtient l'argent sur 10 000 mètres et le bronze sur le semi-marathon.
Médaillée d'argent sur le semi-marathon des Jeux méditerranéens de 2022 à Oran, Hanane Qallouj est ensuite médaillée d'argent sur 10 000 mètres aux Championnats panarabes d'athlétisme 2023 à Marrakech, médaillée de bronze sur 10 000 mètres aux Jeux panarabes de 2023 à Oran et médaillée d'argent sur le semi-marathon des Jeux de la Francophonie de 2023 à Kinshasa.
Elle remporte le bronze en cross par équipes lors des Championnats d'Afrique de cross-country 2024 à Hammamet.

## Palmarès
| Date | Compétition                                     | Lieu      | Résultat | Épreuve           | Temps           |
| ---- | ----------------------------------------------- | --------- | -------- | ----------------- | --------------- |
| 2016 | Championnats d'Afrique juniors de cross-country | Le Cap    | 2e       | Cross par équipes | 29 pts          |
| 2017 | Championnats panarabes                          | Radès     | 3e       | 10 000 m          | 39 min 51 s 48  |
| 2017 | Jeux de la Francophonie                         | Abidjan   | 2e       | 10 000 m          | 35 min 34 s 69  |
| 2019 | Championnats panarabes                          | Le Caire  | 1re      | 10 000 m          | 36 min 14 s 75  |
| 2021 | Championnats panarabes                          | Radès     | 2e       | 10 000 m          | 34 min 59 s 06  |
| 2021 | Championnats panarabes                          | Radès     | 3e       | Semi-marathon     | 1 h 19 min 44 s |
| 2022 | Jeux méditerranéens                             | Oran      | 2e       | Semi-marathon     | 1 h 13 min 53 s |
| 2023 | Championnats panarabes                          | Marrakech | 2e       | 10 000 m          | 35 min 50 s 77  |
| 2023 | Jeux panarabes                                  | Oran      | 3e       | 10 000 m          | 32 min 48 s 50  |
| 2023 | Jeux de la Francophonie                         | Kinshasa  | 2e       | Semi-marathon     | 1 h 13 min 46 s |
| 2024 | Championnats d'Afrique de cross-country         | Hammamet  | 3e       | Cross par équipes | 50 pts          |

| Date | Compétition           | Lieu  | Résultat | Épreuve  | Temps          |
| ---- | --------------------- | ----- | -------- | -------- | -------------- |
| 2023 | Championnats du Maroc | Rabat | 1re      | 10 000 m | 33 min 44 s 07 |